# Здравко Лазаров
 Здравко Иванов Лазаров (прякор Електричката) е български футболист, национал.

## Кариера
В своята кариера Лазаров играе като халф и нападател за Локомотив (Септември), Янтра, ЦСКА, Миньор, Левски (София), Славия, Коджаелиспор (Турция), Газиантепспор (Турция) и Ерджиесспор (Турция). През пролетта на 2008 г. играе в Шинник (Русия), а от септември 2008 е футболист на ЦСКА. В А ПФГ има 142 мача и 40 гола. В Б група има 51 мача и 23 гола. За Левски е изиграва 10 мача и е вкарва 1 гол за купата на страната и 3 мача с 3 гола в турнира за Купата на носителите на купи, за Славия има 5 мача и 3 гола за купата на страната. Вицешампион през 1999 г. с отбора на Левски. Носител на Купата на Турция през 2002 г. с Коджаелиспор. За националния отбор към 1 януари 2009 г. има 33 мача и 3 гола. Участва и в трите мача на ЕП'2004 в Португалия.

## Статистика по сезони
- Локомотив (Септември) – 1991/92 - В група, 14 мача/3 гола
- Янтра – 1992/93 - A група, 19/6
- Янтра – 1993/ес. - A група, отбора не завършва първенството
- Локомотив (Септември) – 1994/пр. - В група, 7/0
- Янтра – 1994/95 - Б група, 29/10
- ЦСКА – 1995/ес. - A група, 8/0
- Янтра – 1996/пр. - Б група, 15/7
- Янтра – 1996/97 - Б група, 25/12
- Миньор – 1997/98 - A група, 28/7
- Левски – 1998/99 - A група, 23/4
- Славия – 1999/00 - A група, 24/7
- Славия – 2000/ес. - A група, 8/3
- Коджаелиспор – 2000/01 - Турска Суперлига, 23/8
- Коджаелиспор – 2001/02 - Турска Суперлига, 32/9
- Коджаелиспор – 2002/03 - Турска Суперлига, 24/7
- Газиантепспор – 2003/04 - Турска Суперлига, 31/13
- Газиантепспор – 2004/05 - Турска Суперлига, 29/13
- Газиантепспор – 2005/06 - Турска Суперлига, 28/11
- Ерджиесспор – 2006/07 - Турска Суперлига, 31/9
- Славия – 2007/ес. - A група, 8/5
- Шинник – 2008/пр. - Руска Висша Лига, 14/2
- ЦСКА 2008/09 - A група, 15/2
- Черно море 2009/ес. - A група, 10/1
- ПФК Локомотив (Пловдив) 2010/пр. - A група, 14/5
- ПФК Локомотив (Пловдив) 2010/11 - A група, 10/9